# Römisch-katholische Migrantengemeinden in Deutschland
Römisch-katholische Migrantengemeinden, auch (Ausländer-)Missionen oder muttersprachliche Gemeinden genannt, bieten Seelsorge für katholische Migranten in ihrer Muttersprache. Diese Migrantenseelsorge stellt ein zusätzliches Angebot der römisch-katholischen Kirche für die Eingewanderten dar, die ihren Glauben auch in der Ortsgemeinde, in der sie wohnen, leben können.

## Migrantengemeinden in der Bundesrepublik Deutschland
Derzeit gibt es in Deutschland circa 450 muttersprachliche Gemeinden in etwa 35 Sprachgruppen. Die größten Sprachgruppen sind die polnischen, kroatischen, italienischen, und spanischen und portugiesischen Gemeinden. So bestanden 2008 nach Angaben der Deutschen Bischofskonferenz (DBK) 96 kroatische, 90 italienische, 59 polnische, 38 spanische und 28 portugiesische Migrantengemeinden. Die Gemeinden werden meistens von Priestern aus dem jeweiligen Herkunftsland geleitet. Zurzeit sind hier fast 500 Priester und Ordensleute tätig, die dafür von ihren Heimatbistümern und Ordensoberen entsandt wurden. Pastorale Mitarbeiter, Ordensschwestern, Sekretärinnen, ebenfalls häufig Eingewanderte, unterstützen die Priester. Manche Migrantengemeinden sind multikulturell, wie beispielsweise die spanischsprachigen oder englischen Gemeinden. Die Diözesen übernehmen die Personalkosten, stellen Gemeinderäume und weitere Ressourcen. Die Migrantengemeinden haben meist keine eigenen Kirchen, sondern benutzen die Kirchen der (deutschsprachigen) Gemeinden vor Ort.
Wie viele Katholiken die Migrantengemeinden nutzen, ist unklar. Ebenso unsicher ist, wie viele Katholiken in Deutschland einen Migrationshintergrund haben. Nach ersten Ergebnissen des Zensus 2011 ist ein Viertel der Menschen mit ausländischer Staatsbürgerschaft katholisch. Nach Schätzungen der DBK hat fast jeder fünfte Katholik einen Migrationshintergrund. Eine Studie des Kriminologischen Forschungsinstituts Niedersachsen (KFN) zu Kindern und Jugendlichen in Deutschland 2007/08 zeigte, dass mehr als ein Fünftel der befragten katholischen Kinder und Jugendlichen aus Einwandererfamilien kommen. Diese sind deutlich religiöser als katholische Kinder und Jugendliche ohne Migrationshintergrund.

### Geschichte in Deutschland
Erste Migrantengemeinden entstanden in Preußen im 18. Jahrhundert für katholische Facharbeiter, die etwa für die Königliche Preußische Gewehrfabrique in Potsdam und Spandau im belgischen Lüttich angeworben worden waren und denen König Friedrich Wilhelm I. freie Religionsausübung zugesichert hatte. Aus ihnen wurden im 19. Jahrhundert kanonische Pfarreien für die gesamte katholische Bevölkerung.
Seit Beginn des 20. Jahrhunderts bot die Katholische Kirche in Deutschland zeitweilig polnischen Migranten besondere Seelsorgestrukturen an. Damals wurde angestrebt, die polnischen Gläubigen schnell in die Ortsgemeinden zu integrieren.
Die Anwerbeabkommen mit zunächst vorwiegend katholischen Arbeitnehmern aus Südeuropa seit 1955 – aus Italien, Spanien, Portugal, Jugoslawien – stellten die Diözesen in der Bundesrepublik Deutschland vor der Frage, wie sie die Neuankömmlinge seelsorgerisch begleiten sollten. Die vergleichsweise wohlhabende Kirche entschloss sich, Priester aus den jeweiligen Ländern zu rekrutieren und für die Gläubigen Sonderstrukturen einzurichten. Dies hatte pragmatische und theologische Gründe. Auch ging die Kirche – wie der gesellschaftliche Mainstream – davon aus, dass die meisten Arbeitnehmer nur temporär in Deutschland bleiben würden.
Als deutlich wurde, dass viele der Eingewanderten dauerhaft bleiben würden, wurde Kritik an der Migrantenseelsorge laut. Sie wurde als „Nebenkirche“ oder als „Alibi“ für altansässige Katholiken bezeichnet, damit sich diese nicht mit Migranten und Flüchtlingen auseinandersetzen müssten.
Heute reformieren manche Diözesen ihre Migrantenseelsorge, wobei allerdings keine genaueren Forschungen dazu vorliegen. Diese Reformbestrebungen können auch mit allgemeinen personellen und finanziellen Mängeln zusammenhängen, so dass die Diözesen im Zuge einer grundsätzlichen Neuausrichtung auch die Migrantenseelsorge ändern. Darüber hinaus hat die DBK 2003 den allgemeinen Integrationsdiskurs aufgenommen und betont, dass Migrantengemeinden ein Teil der Ortsgemeinden sein sollten.
Als Musterbeispiel für eine klar geregelte Einbindung in diözesane und Pfarreistrukturen können die Richtlinien der Diözese Rottenburg-Stuttgart gelten. Diese sind Ergebnis eines Reformprozesses, der auch die Migranteseelsorge betrachtete. Diese wurde nicht grundsätzlich in Frage gestellt, der regelmäßige Kontakt zwischen ansässigen eingewanderten Katholiken aber als notwendig identifiziert.

### Rechtsform
Die Gemeinden für Katholiken anderer Muttersprache haben die Rechtsform einer Missio cum cura animarum, der gegebenenfalls der Status einer Quasipfarrei verliehen werden kann. Die Mitglieder der Gemeinden bleiben gleichzeitig Mitglied ihrer Wohnsitzpfarrei. Es steht ihnen frei, sich beim Empfang der Sakramente an den Pfarrer ihres Wohnsitzes oder den ihrer muttersprachlichen Gemeinde zu wenden.

### Koordination der Migrantengemeinden
Bundesweit koordiniert der Nationaldirektor für die Ausländerseelsorge die Migrantengemeinden. Er ist im Sekretariat der Deutschen Bischofskonferenz ansässig. Für die einzelnen Sprachgruppen gibt es jeweils einen Delegaten, der meist Priester aus dem jeweiligen Herkunftsland ist, und die Sprachgruppe vernetzt und koordiniert. In den einzelnen Diözesen ist die Zuständigkeit für die Migrantengemeinden unterschiedlich geregelt. Meist gibt es einen „Ausländerreferenten“ unter dem Bischof, der für die Migrantenseelsorge zuständig ist.

### Theologische Begründung der Migrantenseelsorge
Das Recht der Migranten, sich in der Pastoral die Muttersprache zu bewahren, entwickelte die katholische Kirche über Jahrhunderte hinweg. Dabei hat die Figur des Migranten unabhängig von seiner Religion eine zentrale Stellung im Christentum, da es in ihm ureigene Erfahrungen wiedererkennt. So verkündete Papst Johannes Paul II: „Die Kirche hat in dem Migranten immer das Bild Christi gesehen, der gesagt hat: ‚Ich war fremd und obdachlos, und ihr habt mich aufgenommen‘ (Mt 25,35).“
Die Katholische Kirche anerkennt für ihre Mitglieder, dass Glaube sich immer in kulturell spezifischen Symbolen und Praktiken manifestiert. Dies wird noch deutlicher, als es die katholische Kirche gestattete, Gottesdienste nicht mehr in Latein, sondern komplett in der jeweiligen Landessprache abzuhalten. So schreibt die Bischofskongregation Anfang der 1960er-Jahre der muttersprachlichen Seelsorge eine besondere Authentizität zu.
Das erste kodifizierte Kirchenrecht nennt 1917 explizit eine besondere Seelsorge für Migranten. Ist die Kirche im Grundsatz territorial organisiert, erlaubt das Kirchenrecht, Zuständigkeiten auch nach personalen Gesichtspunkten, beispielsweise einer gemeinsamen Sprache oder Nationalität, zu organisieren.
Strittig ist, ob die Migrantengemeinden eine Übergangsstruktur, eine Brücke in die Einwanderungsgesellschaft darstellen oder ob sie auf Dauer bestehen sollen.